# Bad Piggies
A Bad Piggies 2012-ben kiadott játék, ami logikát és ügyességet igényel. A játékmenet szerint különböző járműveket kell építenünk az Angry Birdsből jól ismert zöld malac számára, amivel célba is kell érni.
2013-ban egy "Dan Stokes" nevű férfi "Bad Pigs" néven készített egy Bad Piggies utánzatot, amely rosszindulatú vírusnak (malware) bizonyult. A Bad Pigs a Google Play Áruházban is elérhető volt, mielőtt a Google eltávolította. 

## Blokkok és tárgyak
- Fablokk: Könnyen esik szét, egy malac elhelyezhető benne.

- Vasblokk: Nehezebben törik, mint a fablokk.

- Fakerék: Gurulásra készteti a járművet.

- Vaskerék: Jobb, mint a fakerék.

- Ventilátor: Képes előre vagy hátra mozgatni a járművet.

- Pumpa: Képes nagyot lökni a járművön.
- Esernyő: Lelassítja a jármű zuhanását
- Hajtott esernyő: Mozgatja a járművet, gyorsabb, mint a ventilátor.

- Egyszerű motor: Gyorsabbá teszi a járművet.

- Hajtókerék: Motorral működik.
- Tapadó kerék: A jármű képes vele a falon menni.
- Léggömb: Képes lebegtetni a járművet.
- Súly: A léggömb lassaban emeli a járművet
- Kiskerék: A legkisebb kerék.
- Szárny: A repülőgépek alapanyaga. Létezik fa- és vasszárny is.
- Farok: A repülőgépek másik alapanyaga.
- Rakéta: Képes nagyot gyorsítani a járművön. A piros változata erősebb
- Bokszdoboz: Egy bokszkesztyűt rejt, ami képes a magasba lökni a járművünket.
- Tapadó: Lehet vele falra kapaszkodni.
- Kötél: Képes blokkokat összekötni.
- TNT: Felrobban!
- Kis propeller: Fel lehet vele szállni az égbe.
- Nagy propeller: A nehezebb járműveket is tudja reptetni.
- Normál motor: Gyorsabb, mint az egyszerű motor.
- Kóla: Képes kicsit gyorsítani a járművön.
- Savas víz: Erősebb mint a kólaa, de gyengébb a rakétánál
- Rugó: Összeköthető vele két blokk.
- V8-as: A leggyorsabb motor.
- Szétszedő: Képes összerakni blokkokat, majd szétdobni.
- Váltó: Képes a jármű a másik irányba menni vele

## Kötelező tárgyak
- Tojás: Az egyik epizódban a tojásokat is be kell juttatni a járművel együtt a célba.

- Haloweeni tök: A Haloweeni epizódban ugyanazt kell vele csinálni, mint a tojással.
- Arany disznószobor: A kincskereső epizódban néhány pályán szerepel, képes agyagtéglákat törni.

## Epizódok
- Ground Hog Day-----Földi Sonka Nap

- When Pigs Fly------Hogyan repülnek a malacok

- Rise and Swine----Érkezés és röfögés

- Flight in the night-----Repülés az éjszakában

- Road Hogs------Úti sonkák

- Tusk til Dawn------A disznó álma

- Sandbox------Homokozó
- Road to El Porkado----Az Aranyszobor vadászat

## Játszható karakterek
- Malac: Egy blokkon elfér, minden pályán szerepel.

- Malackirály: Nehezebb és nagyobb, mint a kismalac, 9 blokkon fér el, csak bizonyos pályákon szerepel.

## Power-upok
- Mechanic Pig: Megépíti a pályához leginkább illő járművet.

- Super Glue: Megragasztja a járművet, hogy ne essen szét.

- Super V8: Felgyorsítja a motorokat.

- Magnet: Ránk vonzza a tortákat és csillagokat.
- Night Vision: Sötét részek is tisztán jelennek meg

## Funkciók
- Sandbox: Építs saját járművet, és szerezd meg mind a 20 csillagot.

- Etesd meg a Malackirályt: A pályákon tortákat lehet szerezni, amiket ha megetetsz a Malackirállyal, gyakran értékes Power-upokat, pénzt, csavart, XP-t ad. De az is lehet, hogy nem ad semmit.